# Шингл Спрингс (Калифорнија)
Шингл Спрингс (енгл. Shingle Springs) насељено је место без административног статуса у америчкој савезној држави Калифорнија.

## Демографија
По попису из 2010. године број становника је 4.432, што је 1.789 (67,7%) становника више него 2000. године.
| Група             | 2000.         | 2010.         |
| Белци             | 2.318 (87,7%) | 3.651 (82,4%) |
| Афроамериканци    | 10 (0,4%)     | 14 (0,3%)     |
| Азијати           | 43 (1,6%)     | 50 (1,1%)     |
| Хиспаноамериканци | 175 (6,6%)    | 469 (10,6%)   |
| Укупно            | 2.643         | 4.432         |